# Supersypnoides prunosa
Supersypnoides prunosa är en fjärilsart som beskrevs av Moore 1883. Supersypnoides prunosa ingår i släktet Supersypnoides och familjen nattflyn. Inga underarter finns listade i Catalogue of Life.